# Roberta Metsola
Roberta Metsola Tedesco Triccas (San Julián, 18 de enero de 1979) es una abogada y política maltesa especializada en política europea. Desde el 18 de enero de 2022 es presidenta del Parlamento Europeo. Desde el 11 de enero de 2022 había asumido la presidencia interina tras el fallecimiento inesperado de David Sassoli. Es la tercera mujer que ejerce la presidencia de esta institución después de Simone Veil (1979-1982) y Nicole Fontaine (1999-2002). Es también la persona más joven en presidir el Parlamento Europeo. Desde 2013 es diputada del Parlamento Europeo, reelegida en 2019. En octubre de 2020 Metsola asumió la vicepresidencia primera del Parlamento Europeo.

## Trayectoria
Estudió derecho en la Universidad de Malta y fue una de las primeras estudiantes de su país en participar en el programa Erasmus con destino en Rennes. Se doctoró en 2003. En 2004 realiza un máster en el Colegio de Europa. Durante sus estudios, en 2002-2003 fue secretaria general de la organización de Estudiantes Demócratas Europeos (EDS), grupo afiliado al PPE.
Se desempeñó como Agregada de Cooperación Jurídica y Judicial de Malta en la Representación Permanente de Malta ante la Unión Europea y de 2012 a 2013 como asesora legal de la Alta Representante de la Unión para Asuntos Exteriores y Política de Seguridad, Catherine Ashton. 
Tras ser candidata en varias ocasiones, en 2004 y 2009, en abril de 2013 logró un escaño en el Parlamento Europeo por Malta sustituyendo a Simon Busuttil elegido en el parlamento maltés, siendo reelegida en 2019.
Miembro del Partido Nacionalista, se incorpora a las filas del Partido Popular Europeo. Forma parte de la comisión de libertades civiles, justicia y asuntos internos, de la comisión especial sobre el crimen organizado, corrupción y blanqueo de capitales y de la delegación para las relaciones con Albania, Bosnia-Herzegovina, Serbia, Montenegro y Kosovo.
En noviembre de 2020 fue elegida vicepresidenta primera del Parlamento Europeo reemplazando a Mairead McGuinness, siendo el primer miembro maltés del parlamento europeo en asumir este puesto.
En noviembre de 2021 ganó las primarias organizadas por el Partido Popular Europeo para ser la candidata a la presidencia del Parlamento Europeo frente al austríaco Othmar Karas y la neerlandesa Esther de Lange de la CDA. Según el acuerdo establecido en junio de 2019 por el PPE, S&D e izquierda y Renew (centro) tras dos años de presidencia socialista en enero de 2022 debe asumir la presidencia un miembro del PPE, en este caso Metsola.
Una semana antes de la renovación oficial de cargos prevista en el Parlamento Europeo, el 11 de enero de 2022 Metsola asumió la presidencia del Parlamento Europeo según establece el reglamento interno por ser vicepresidente primera tras fallecer por sorpresa David Sassoli.  Metsola es la tercera mujer que preside el Parlamento Europeo después de Simone Veil (1979-1982) y Nicole Fontaine (1999-2002). Fue finalmente elegida en primera vuelta como presidenta del Parlamento Europeo el 18 de enero de 2022 con 458 de los 618 votos emitidos, mediante un pacto entre conservadores, socialdemócratas y liberales. El 16 de julio de 2024, Roberta Metsola fue reelegida presidenta del Parlamento Europeo con el mayor número de votos registrados para un candidato en la historia de la institución.

## Vida personal
Actualmente casada con el finés Ukko Metsola, a quien conoció en su época de estudiante. Tienen cuatro hijos.

## Posiciones políticas
- En su primera rueda de prensa como presidenta el 18 de enero de 2022 y ante las críticas por haber votado en contra del aborto, se comprometió a adoptar la posición del parlamento.[2] Su equipo justifica el voto en contra del aborto como una "peculiaridad maltesa" más que como una opinión personal.[3]
- Se abstuvo en una votación para tipificar como delito la violencia contra la mujer a nivel europeo.[7]
- En enero de 2022 al ser elegida presidenta del Parlamento Europeo, muchos observadores señalan a Metsola como representante del ala más moderada del PPE, una idea que reconocen incluso en grupos progresistas como los socialistas, verdes y La Izquierda.[2]
- Ha defendido los derechos de las comunidades LGBT+.

- En diciembre de 2019, pidió la dimisión del primer ministro de su país, Joseph Muscat, tras el asesinato de la periodista Daphne Caruana Galizia. En una misión oficial a Malta se negó a dar la mano al primer ministro que poco después dimitió acorralado por las revelaciones sobre el crimen.[3]

## Reconocimientos
En 2023 recibió el Premio a la Mujer del Año de la asociación Women in a Legal World.